# Sulpitia Cesis
Sulpitia Cesis (Módena, 1577–?) fue una compositora y laudista italiana que llevó a cabo sus composiciones en el convento de San Gimignano. Se la conoce solo por una publicación de 1619 titulada Motetti Spirituale, una colección de 23 motetes sacros para doce voces. Alguna de las anotaciones indican el uso de cornetas y trombones, que no estaban permitidos en el convento en aquella época.

## Biografía
Cesis procedía de una familia aristocrática. Su padre era el conde Annibale Cesis, que aportó 300 monedas de oro a su dote cuando, en 1593, ingresó en el convento de las agustinas de San Gimignano de Módena. Solo se le conoce una obra, una colección de Motetti Spirituali (polifonías espirituales) compuesta en 1619.
Murió después de 1619, en fecha indeterminada.
Cesis es mencionada en la crónica de la vida de Módena de Giovanni Battista Spaccini como compositora de un motete que fue interpretado a las puertas de San Gimignano en 1596 durante una procesión religiosa.

## Aspectos de losMotetti Spirituali
El libro Motetti Spirituali reúne 23 polifonías para 2 a 12 voces. Aunque la mayoría de los motetes están escritos en latín, cuatro están en italiano. Algunos estudiosos creen que las piezas fueron compuestas antes de 1619 por su estilo. A diferencia de sus contemporáneos, su obra contiene indicaciones para instrumentos como trompas, trombones, violonchelos y contrabajos. Sus obras a 12 voces son también muy diferentes de las obras a dos o tres voces populares en el siglo XVII.
También hay una parte de bajo, lo cual es curioso, ya que esta música fue escrita para monjas de clausura. Una explicación sería que esta parte debía ser para órgano o viola da gamba. Otra es que las partes de bajo podrían haberse cantado una octava más alta de lo escrito, ya que Cesis dio esa indicación en algunas secciones.
Cesis dedicó su colección a otra monja que tenía su mismo apellido, Anna Maria Cesis, del convento de Santa Lucía en Roma. Ambos conventos eran famosos por su música.

## Ejemplo de su obra
María Magdalena y otra María.

Esta canción no fue concebida como un himno congregacional. Es un versículo de San Mateo 28: 1-7, traducido como:
María Magdalena y la otra María fueron a ver el sepulcro [...]. El ángel se dirigió a las mujeres y les dijo: «No temáis, pues sé que buscáis a Jesús, el que fue crucificado. No está aquí, pues ha resucitado, como dijo. Venid, ved el lugar donde estaba. Y ahora id enseguida a decir a sus discípulos: "Ha resucitado de entre los muertos e irá delante de vosotros a Galilea; allí le veréis". Ya os lo he dicho".
En este texto, «Cesis inserta frases fracturadas, subrayando el nombre de María Magdalena y representando la palabra surrexit (ha resucitado), en una textura predominantemente homofónica, y utiliza afectivamente la suspensión armónica y la disonancia para enfatizar el milagro de la desaparición de Jesús ("no está aquí")».

## Títulos de sus polifonías
Estos son los títulos de sus polifonías recopilados en su libro Motetti Spirituali:
1. Hodie gloriosus
2. Cantate Domino
3. Io so ferito si
4. Jubilate Deo
5. Il mio piu vago sole
6. Pecco Signore
7. Salve gemma confessorum
8. O Crux splendidior
9. Cantemus Domino
10. Angelus ad pastores
11. Benedictus Dominus
12. Dulce nomen Jesu Christe
13. Stabat Mater
14. Hic est beatissimus
15. Quest'è la bella [. . . ]
16. O Domine Jesu Christe
17. Sub tuum praesidium
18. Maria Magdalena
19. Ecce ego Joannes
20. Puer qui natus est
21. Magi videntes stellam
22. Ascendo ad Patrem
23. Parvulus filius